# Funiculaire de Montmartre

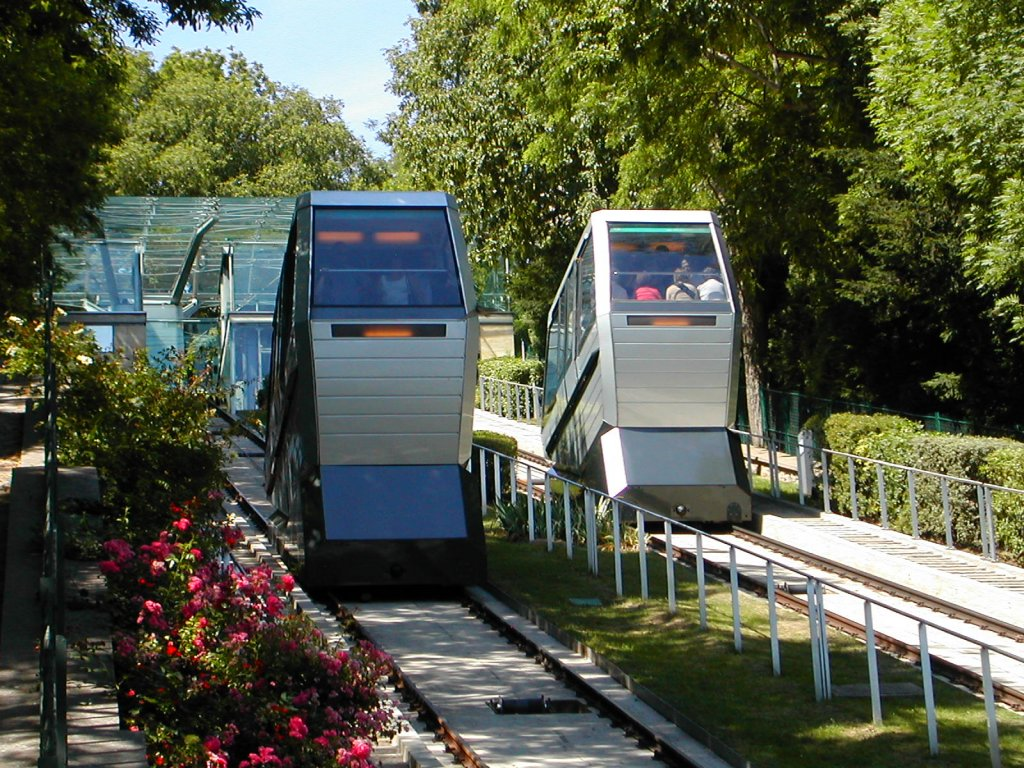
Současné kabiny

Funiculaire de Montmartre (česky zhruba Lanovka na Montmartre) je pozemní lanová dráha, která se nachází v Paříži v 18. obvodu a dopravuje cestující na vrcholek Montmartru, kde se nachází Bazilika Sacré-Cœur. Lanovku provozuje dopravní podnik RATP a je integrovaná do systému MHD. Dráha je v provozu každý den od 6:00 do 0:45. Ročně převeze zhruba 2 milióny pasažérů. Současná podoba dráhy pochází z let 1990–1991.

## Historie

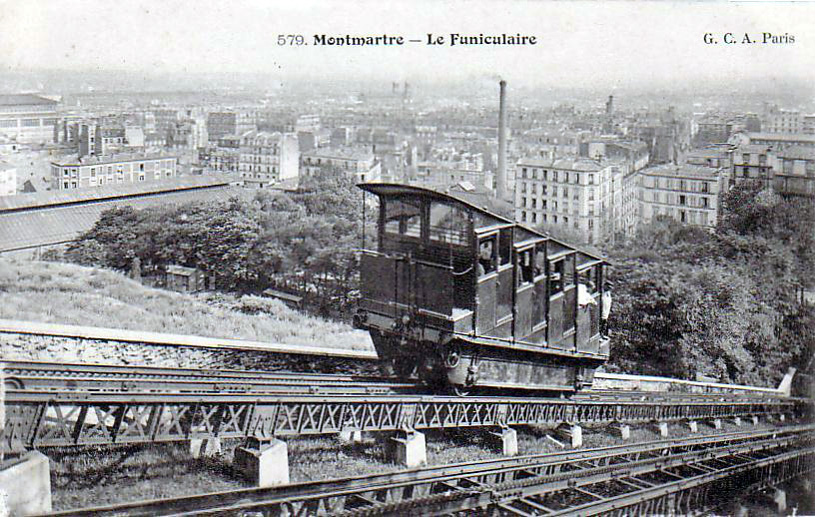
Kabina na počátku 20. století

O stavbě lanovky rozhodla městská rada již v roce 1891. Lanovka byla uvedena do provozu v červenci 1900 společností Decauville. Mezi 1. listopadem 1931 a 2. únorem 1935 nahradil lanovku autobus. V roce 1933 se provozovatelem lanovky stala společnost STCRP (Société des transports en commun de la région parisienne) a byla pověřena ji zmodernizovat. Systém lanovky s vodní zátěží byl nahrazen elektrickým pohonem. V roce 1949 byla lanovka spolu s další městskou dopravou převedena na společnost RATP. Na počátku 90. let 20. století byla lanovka kompletně rekonstruována a modernizována, takže její provoz od 1. října 1990 do 5. října 1991 nahrazoval tzv. Montmartrobus, jehož linka v této čtvrti běžně zajišťuje veřejnou dopravu. Původní plány na prodloužení lanovky podzemním tunelem až ke stanici metra Anvers byly odloženy. Náklady na modernizaci dosáhly 43,1 miliónů franků. Dne 7. prosince 2006 došlo k nehodě při zkoušce brzd. Až 30. června 2007 se podařilo zprovoznit jednu kabinu a 2. srpna 2008 druhou.

## Charakteristika

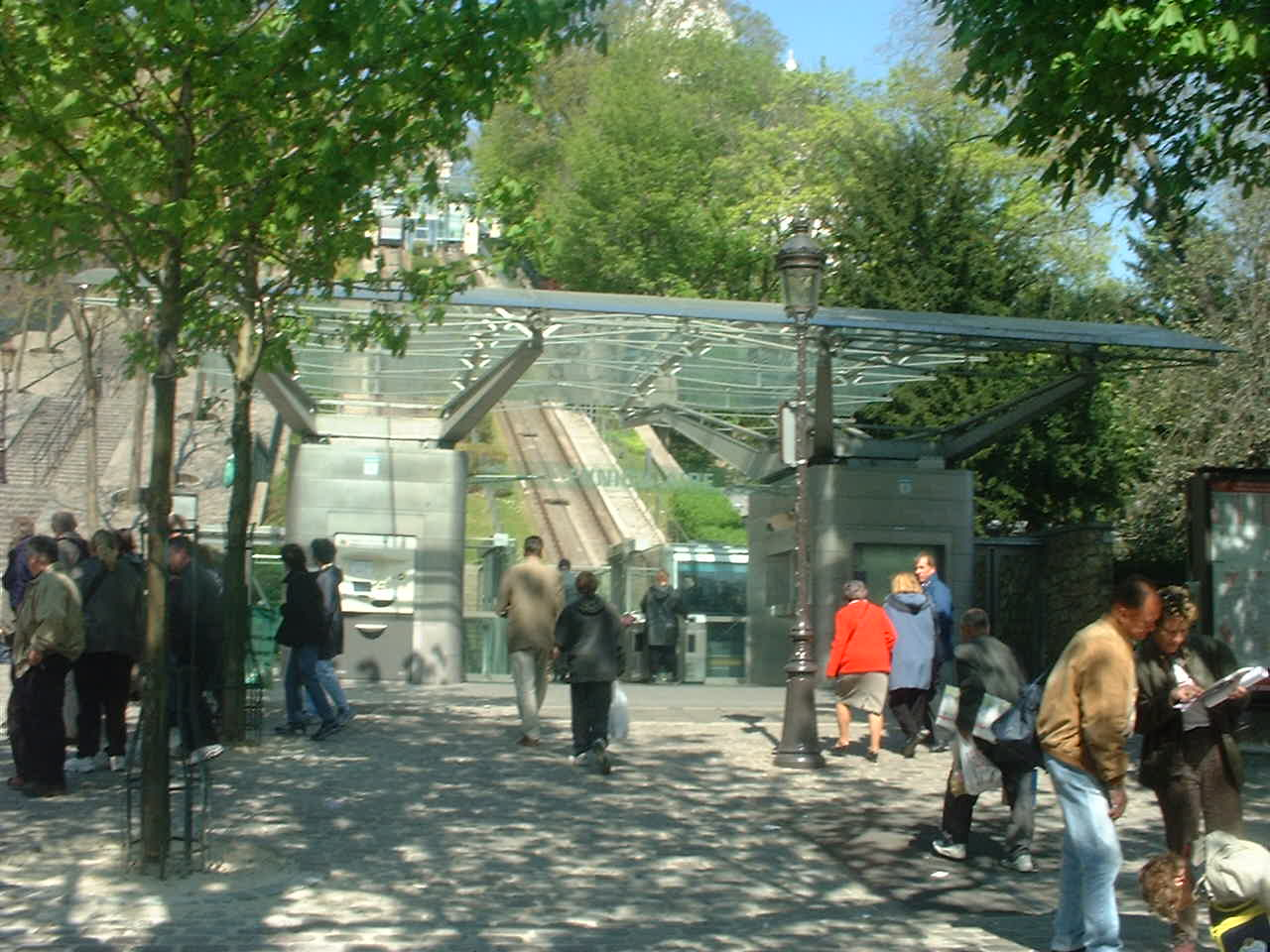
Dolní stanice

V pravém slova smyslu se nejedná o lanovou dráhu, ale o šikmý výtah (obdobně jako je lanová dráha hotelu NH Praha). Od 1. června 1991 je lanovka vybavena dvěma elektricky poháněnými vozy, každý s kapacitou 60 míst. Tím je umožněno přepravit až 2000 osob za hodinu v každém směru. Výškový rozdíl činí 36 metrů, trasa je dlouhá 108 metrů a cesta trvá necelých 90 sekund. Obě stanice navrhl architekt François Deslaugiers, zatímco nové vozy navrhl designér Roger Tallon, který je autorem designu vagónů TGV Atlantique. Kabiny mají prosklené boky a částečně i střechu, aby cestující mohli během jízdy obdivovat baziliku Sacré-Coeur. Obdobně jsou prosklené i stanice. Každý vůz má vlastní navíjecí buben, takže i v případě výpadku jedné z kabin může zůstat v provozu druhá.

## Lanová dráha ve filmu
Lanovka je výrazným prvkem čtvrti a proto se objevuje v mnoha filmech a televizních seriálech odehrávajících se na Montmartru. Jedním z nejznámějších je film Prohnilí proti prohnilým z roku 1990 s Thierry Lhermittem a Philippem Noiretem v hlavních rolích. Dále se objevila ve filmech Les Randonneurs (1997), Louise (Take 2) (1998), El Tourbini (2006) a v pilotním díle k seriálu Capitaine Casta (2007).